# ألان جونيور
ألان جونيور هو لاعب كرة قدم برازيلي في مركز الهجوم، ولد في 10 أبريل 1993 في أسيز في البرازيل. لعب مع سبورتينغ براغا.

## وصلات خارجية
- ألان جونيور على موقع قاعدة بيانات كرة القدم.إي يو (الإنجليزية)
- ألان جونيور على موقع Soccerway.com (الإنجليزية)